# I'm Telling You Now
Singles de Freddie and the Dreamers
If You Gotta Make a Fool of Somebody
(mai 1963) You Were Made for Me
(novembre 1963)
I'm Telling You Now est une chanson du groupe de beat britannique Freddie and the Dreamers. Coécrite par le chanteur Freddie Garrity et l'auteur-compositeur Mitch Murray, elle sort en 45 tours en août 1963 chez Columbia Records au Royaume-Uni, où elle se classe no 2 des ventes, et chez Capitol Records aux États-Unis, où elle n'entre pas dans les charts. Elle est rééditée par Tower Records en 1965, alors que la British Invasion bat son plein sur le sol américain, et atteint la première place du classement Billboard pendant une semaine au mois d'avril.